# Национальный конгресс Чили

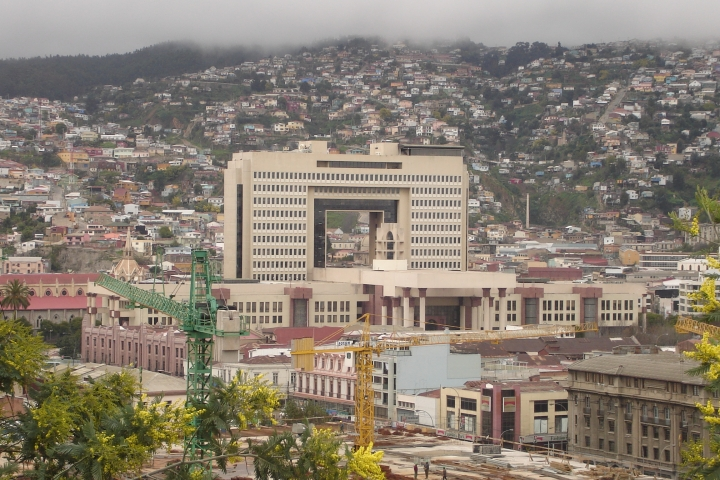
Вид на здание Национального Конгресса

Национальный Конгресс (исп. Congreso Nacional) — представительный орган и носитель законодательной власти (парламент) Чили,
учреждён 4 июля 1811 года.
В состав Национального Конгресса входят две палаты:
- нижняя — Палата депутатов, включающая 120 депутатов;
- верхняя — Сенат, включающий 38 сенаторов.

## Резиденция
Новое здание построено в правление диктатора Пиночета в приморском городе Вальпараисо, в 104 км к северо-западу от столицы (Сантьяго).
Старая резиденция была в центре столицы.